# NGC 6162
NGC 6162 is een lensvormig sterrenstelsel in het sterrenbeeld Hercules. Het hemelobject werd op 30 juni 1870 ontdekt door de Franse astronoom Édouard Jean-Marie Stephan.

## Synoniemen
- UGC 10403
- KUG 1626+329C
- MCG 6-36-47
- HCG 82A
- ZWG 168.14
- NPM1G +32.0473
- PGC 58238